# Рикеттс, Джон Питер
Джон Пи́тер (Пит) Ри́кеттс (англ. John Peter «Pete» Ricketts; род. 19  августа 1964) — американский политик, представляющий Республиканскую партию. Сенатор от штата Небраска с 23 января 2023 года, 40-й губернатор Небраски (2015—2023).

## Биография
Рикеттс учился в Westside High School, затем поступил в Чикагский университет, где получил степень бакалавра в области биологии и степень магистра по маркетингу и финансам. Окончив образование, он вернулся в Небраску. Прежде чем стать менеджером в компании отца, Рикеттс работал в Union Pacific Railroad. Затем он был президентом и главным операционным директором (COO) компании.
В 2007 году стал председателем правления Platte Institute for Economic Research. Он также является членом попечительского совета Американского института предпринимательства.
8 января 2015 года Пит Рикеттс стал 40-м губернатором Небраски, его напарником стал Майкл Фоли. 5 июня 2017 года вместе с Фоли Рикеттс выдвинул свою кандидатуру на переизбрание. 6 ноября 2018 года Рикеттс был переизбран, набрав 59,0 % голосов избирателей.

### Личная жизнь
Пит Рикеттс происходит из одной из самых богатых семей в США: его отец, Джо Рикеттс, был основателем финансовой компании Ameritrade. В 2004 году семейное состояние оценивалось журналом Forbes в 1,5 млрд долларов. 
У Пита Рикеттса трое детей: Марго, Роско и Элеанор.